# Церковь Святого Власия (Воднян)
Церковь Святого Власия в Водняне (хорв. Crkva sv. Blaža u Vodnjanu) — римско-католический храм, расположенный на северо-западе Хорватии, в городе Воднян. Храм был построен в конце XVIII века по проекту итальянского архитектора Доменико Донгетти, который при создании чертежей этого храма вдохновлялся католической базиликой Сан-Пьетро-ди-Кастелло, заложенной в VIII веке на одноимённом острове в Венеции.
В стенах храма находится коллекция реликвий и предметов искусства, собранная в 1983 году хорватскими музейными работниками Иво Лентичем, Льюбицем Ширецем и Ондином Крньяком. В коллекцию из 730 предметов входят мумифицированные останки святых, каменные скульптуры, рельефы, манускрипты, книги, картины и религиозные принадлежности, относящиеся к периоду XIII—XV веков.